# グラン＝フジュレ
グラン＝フジュレ （Grand-Fougeray）は、フランス、ブルターニュ地域圏、イル＝エ＝ヴィレーヌ県のコミューン。
2010年より、グラン＝フジュレはヴィラージュ・エタプ（fr、主要道の近くにある人口5000人以下のコミューンに与えられる公式ラベル）を与えられている。

## 由来
グラン＝フジュレの語源は、ラテン語のfilicalia（シダ植物）に、もともとはガロ＝ローマ由来の接尾辞-acumがついたものである。

## 歴史
851年、ブルターニュ王エリスポエ（fr）の軍と西フランク王シャルル2世の軍が激突したジャングランの戦いは、現在のグラン＝フジュレで発生した。
コミューンの住民は、フランス革命の後、特に恐怖政治が終わった後の変化を好意的に受けとめた。第一の革命的祭典は、王族や無政府主義への憎悪の誓いを伴いルイ16世の処刑を記念するもので、1795年から祝われていた。フランス第一共和政の創設が毎年祝われている。
1847年、コミューンの名はフジュレからグラン＝フジュレに変更された。
1864年11月、西部鉄道によってフジュレ-ランゴン駅が開業した。路線の開業から2年後であった。駅はヴィレーヌ川の右岸、ポン・ド・ラ・フォス近くに建設された。

## 人口統計
| 1962年 | 1968年 | 1975年 | 1982年 | 1990年 | 1999年 | 2006年 | 2011年 |
| ------ | ------ | ------ | ------ | ------ | ------ | ------ | ------ |
| 2311   | 2219   | 2008   | 2032   | 1995   | 1970   | 2211   | 2370   |

参照元:1999年までEHESS、2000年以降INSEE

## 史跡
- 13世紀に建てられた城はダンジョンを残すのみとなっている。ダンジョンは通常『デュ・ゲクラン塔』と呼ばれている。1354年に初めて城を攻略したベルトラン・デュ・ゲクランにちなんでいる。1913年1月より閉鎖されている[8]。
- 旧裁判所 - 16世紀のハーフティンバーの住宅。現在はグラン＝フジュレ自治体間連合が使用している[9]。
- 15世紀の十字架

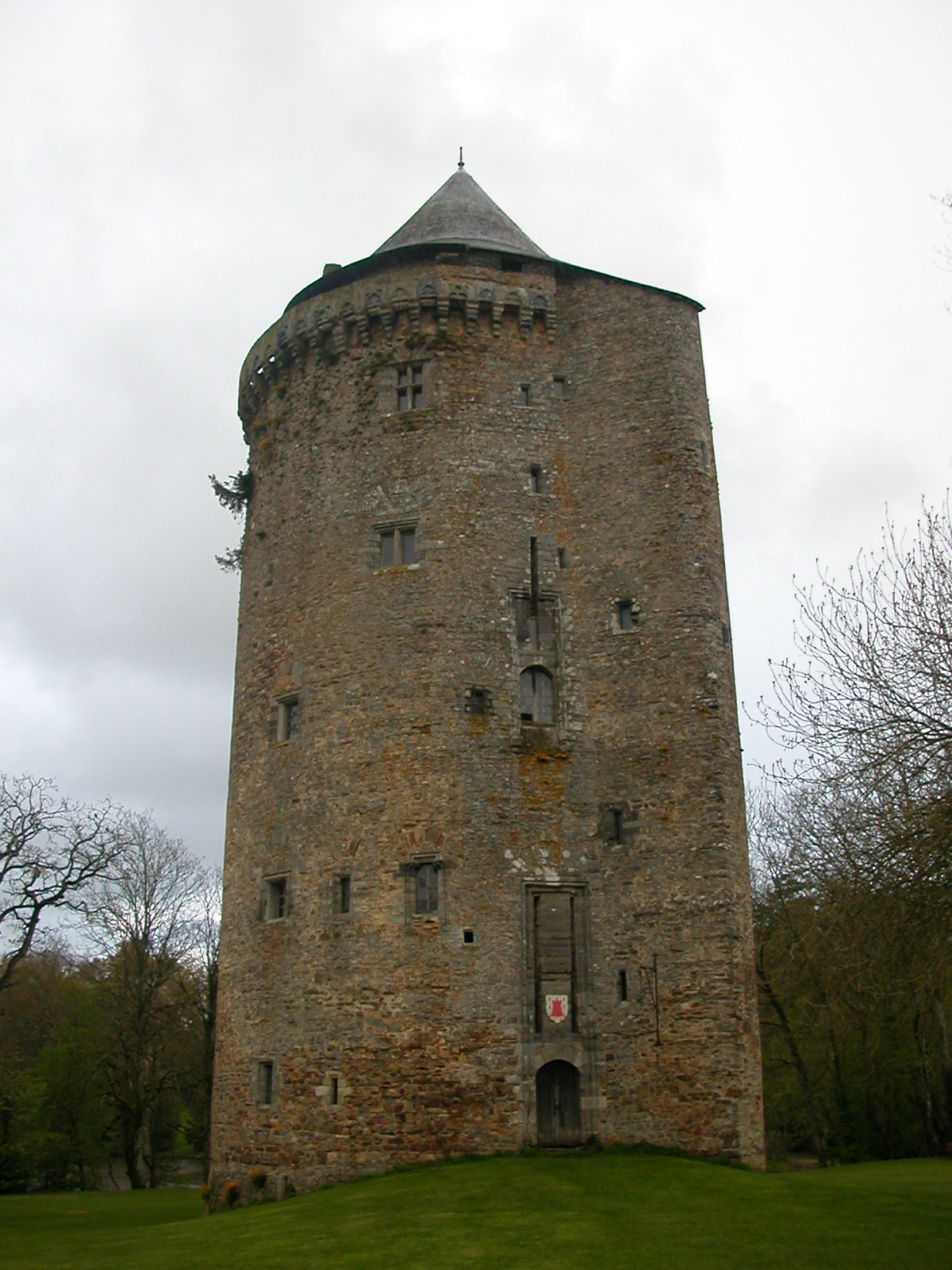
デュ・ゲクラン塔
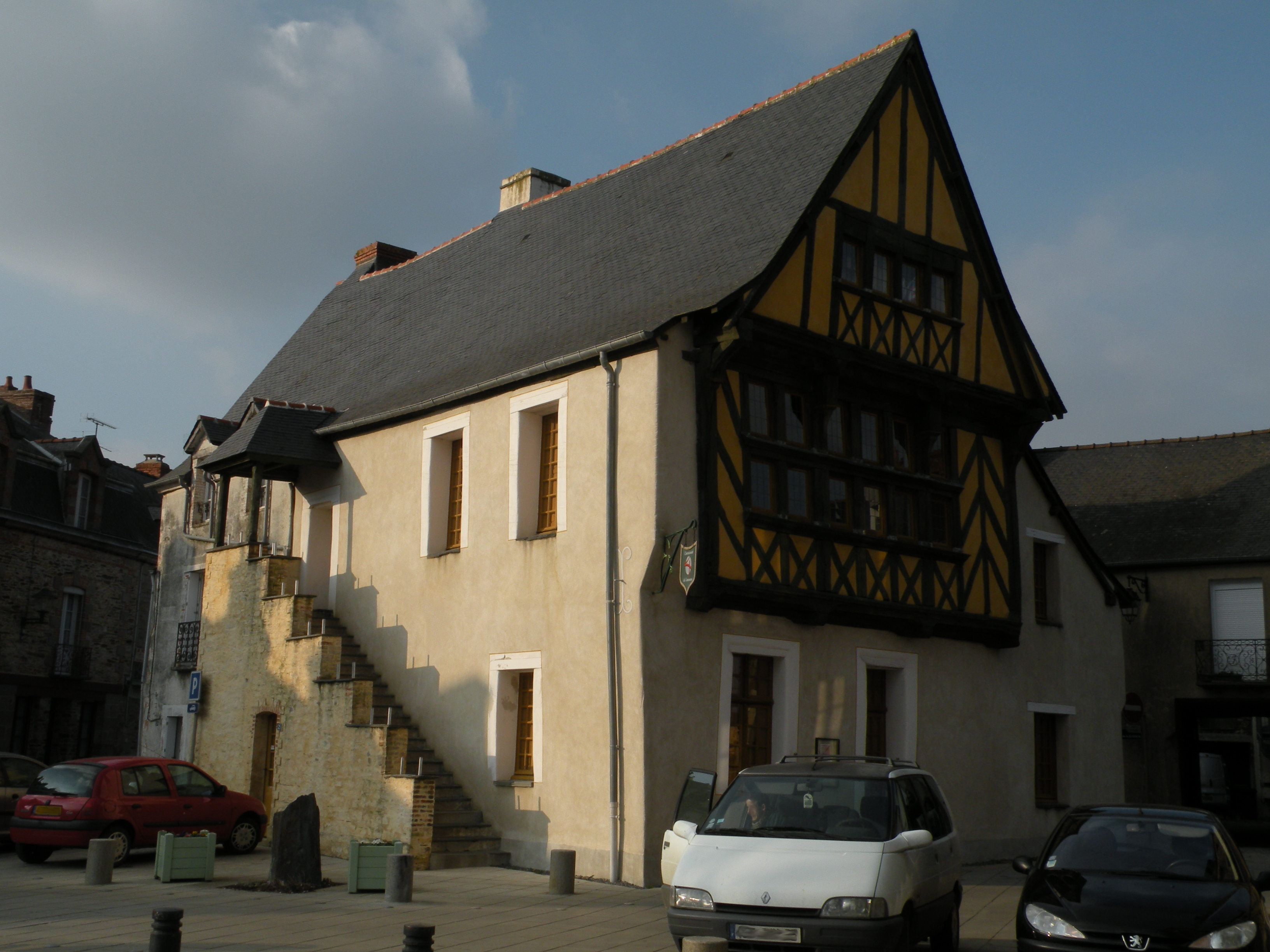
旧裁判所
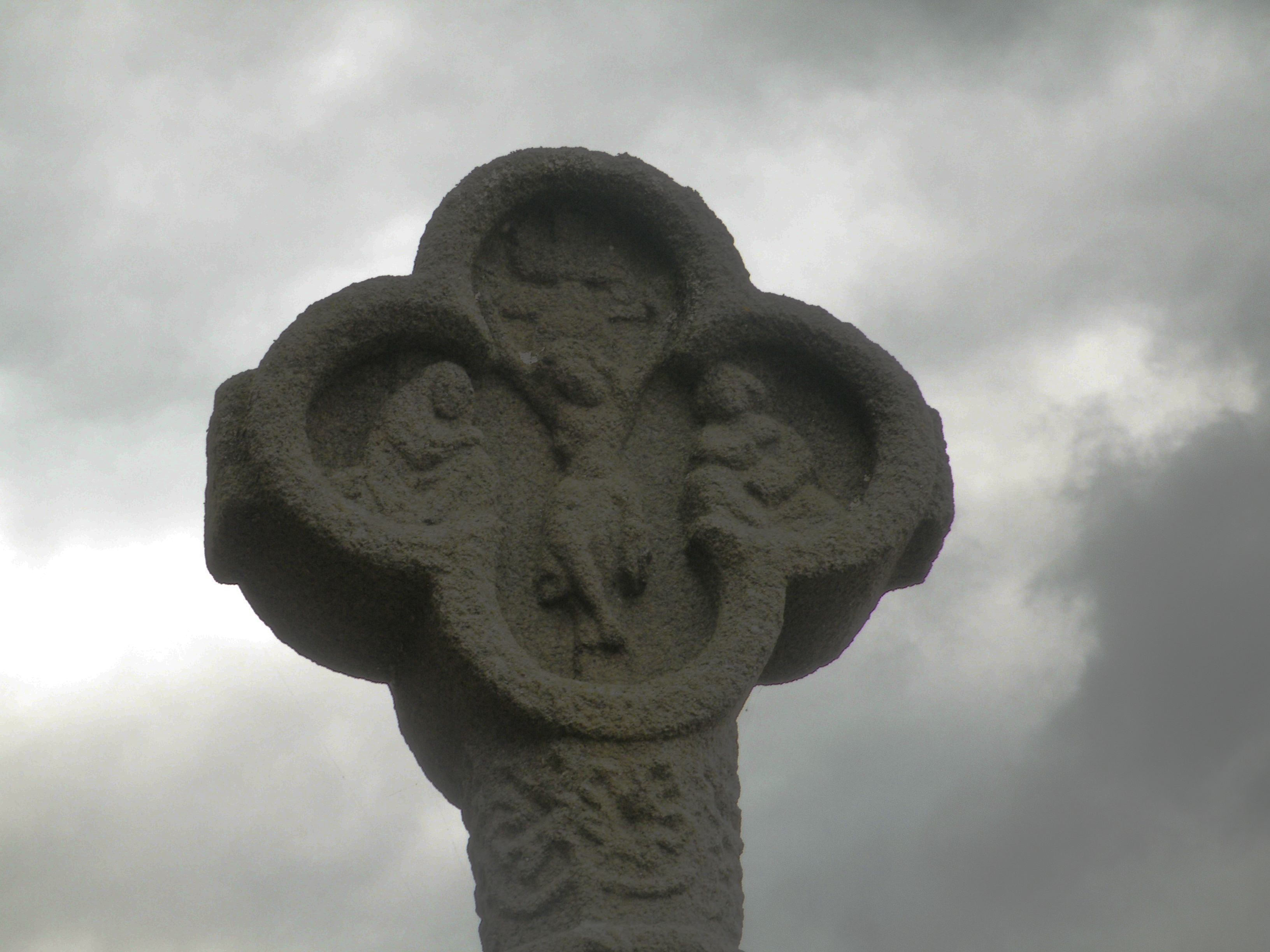
15世紀の十字架

## ゆかりの人物
- フランソワ・ドリエ・ド・カソン（fr） - モントリオールの歴史家